# Аюрбарібада
Аюрбарібада (монг. Аюурбарбад), храмове ім'я Женьцзун (кит.: 仁宗; піньїнь: Rénzōng; 9 квітня 1285 —1 березня 1320) — четвертий імператор династії Юань.  Його ім'я, можливо походить від трьох слів санскриту: «аюр» (життя), «бхари» (власник), «бада» (біда).

## Життєпис

### Молоді роки
Народився у 1285 році у родині Дармабали, представника монгольського племені унгиратів. Був небіжем Оладжейту-Темура та молодшим братом Хайсан-Хулуга. Отримав конфуціанську освіту у Ханбалику. 1305 році його заслали у провінцію Хенань з титулом Хуайніна, щоб дати можливість синові Оладжейту-Темура Де-шоу стати спадкоємцем. Проте наступного року останній помер, а у 1307 році сконав й Темур. Тоді Аюрбарібада рушив на столицю імперії, щоб не дати можливість іншому представнику династії Ананду, князю Аньсі, посісти трон. Незабаром він завоював Даду (Ханбалик). Проте до столиці також рушив його старший брат Хайсан-Хулуг. Незабаром між братами було укладено домовленість, що Хайсан стає імператором, проте спадкоємцем стає Аюрбарібада, а згодом останній визнає своїм спадкоємцем сина Хайсана.
За правління Хайсана займав вищі посади в уряді імперії. При цьому зблизився з представниками китайської культури та науки. Під їх впливом виступав проти активної зовнішньої політики брата. Після смерті у 1311 році Хайсан-Хулуга Аюрбарібада став новим імператором та великим каганом. На честь свого обрання він зібрав великий курултай за участю 14 тисяч монгольських князів.

### Правління
Із самого початку проводив політику на зменшення впливу монгольської знаті при дворі та уряді. У 1311 році він ліквідував Департамент державних справ з 5 міністрів, що відали управлінням імперією. Того ж року обмежено право спеціальних суддів, які розглядали справи монгольських князів. Було значно скорочено чиновницький апарат. У 1313 році відновлено систему державних іспитів. Водночас намагався знизити витрати на імператорський двір. 1312 року він спробував оновити списки платників податків—власників пасовиськ, але не досяг повноцінного результату. Ці дії у 1315 році викликали повстання у провінція Цзянсу, яке було жорстоко придушено. У 1314 році населення власне Монголії звільнялося від податків. Було збережено практику надання щорічних подарунків монгольській знаті. 
У 1311—1316 роках за наказом імператора було проведено кодифікацію права династії Юань, але власне звід законів видано лише після смерті Аюрбарібада у 1323 році.
У зовнішній політиці Аюрбарібада намагався тільки підтримувати той стан, що склався за його попередника — здебільшого придушував повстання монгольських князів. Він підтримував сина Токти проти Узбек-хана у боротьбі за трон Золотої орди. Також підтримував дружні стосунки з Олджейту-ханом, ільханом Ірану. В цілому Аюрбарібада контролював землі до Середньої Азії включно, не допускав спроб протидії впливу династії. Найбільш великим було повстання Есен-Буга у 1316—1318 роках у Чагатаївськом улусі, яке було успішно придушено.
Останні роки правління імператора пройшли у спробі Аюрбарібада затвердити спадкоємцем трону свого сина Шідебала всупереч домовленості з братом Хайсан-Хулугом. Все це спричинило додаткове збурення в державі. Помер Арбарібада 1 березня 1320 року.